# Inyo County
Inyo County er et amt beliggende i den øst-centrale del af den amerikanske delstat Californien. Det er grænsende til Sierra Nevada på den østlige side, mens Yosemite National Park er i sydøst. Inyos østlige grænse går indtil nabostaten Nevada. Hovedbyen i amtet er Independence. I år 2010 havde amtet 18.546 indbyggere.

## Geografi
Ifølge United States Census Bureau er Inyos totale areal er 26.487,8 km² hvoraf de 61,8 km² er vand. 

### Grænsende amter
- San Bernardino County - syd
- Kern County - sydvest
- Tulare County - vest
- Fresno County - vest
- Mono County - nord
- Esmeralda County, Nevada - nordøst
- Nye County, Nevada - øst
- Clark County, Nevada - sydøst

### Byer i Inyo
| - Big Pine - Bishop - Calvada Springs - Cartago - Darwin - Deep Springs - Dixon Lane-Meadow Creek - Furnace Creek - Homewood Canyon - Independence - Keeler | - Lone Pine - Mesa - Olancha - Pearsonville - Round Valley - Shoshone - Tecopa - Valley Wells - West Bishop - Wilkerson |